# L'hora d'Alfred Hitchcock
L'hora d'Alfred Hitchcock (títol original en anglès, Alfred Hitchcock Presents) és una sèrie de televisió estatunidenca de 268 episodis de 26 minuts, en blanc i negre, creada per Alfred Hitchcock i difosa entre el 2 d'octubre de 1955 i el 26 de juny de 1962 a la xarxa CBS (d'octubre de 1955 a setembre de 1960) i després a la xarxa NBC (de setembre de 1960 a juny de 1962).

## Argument
Immortalitzada per la silueta d'Alfred Hitchcock apareixent a la pantalla amb el so de La Marxa Fúnebre per a una marioneta de Charles Gounod, aquesta sèrie és de fet una antologia de petites històries negres, amb final sovint inesperat.
Al començament de cada episodi i abans de fer-ne la presentació, sempre tenyit d'humor negre, Alfred Hitchcock saludava els telespectadors amb un sever «Bona nit». Tornava a l'epíleg per exposar la seva moral de la història.
Nombrosos directors van participar en aquesta sèrie, sobretot Robert Altman, Sydney Pollack, Robert Stevenson, Ida Lupino, Don Taylor, Arthur Hiller… i Alfred Hitchcock que en va realitzar ell mateix disset i un altre a la sèrie The Alfred Hitchcock Hour.

## Repartiment
Nombrosos actors han figurat al repartiment de la sèrie, entre els quals :
- Barbara Bel Geddes
- Charles Bronson
- John Cassavetes
- James Coburn
- Joseph Cotten
- Bette Davis
- Robert Duvall
- Tom Ewell
- Peter Falk
- John Forsythe
- Vinton Hayworth
- Peter Lorre
- Steve McQueen
- Walter Matthau
- Elizabeth Montgomery
- Roger Moore
- Kim Novak
- Vincent Price
- Robert Redford
- Burt Reynolds
- William Shatner
- Martin Sheen
- Robert Vaughn
- Dick York

## Premis
- Premi Emmy 1956: Millor muntatge per a l'episodi Breakdown
- Premi Emmy 1957: Millor guió de James P. Cavanagh per a l'episodi Fog Closing In
- Premi Emmy 1958: Millor director per Robert Stevens per a l'episodi The Glass Eye
- Premi Globus d'Or 1958: Millor sèrie

## Episodis
Temporada 1 (1955 - 1956)
1. Revenge
2. Premonition
3. Triggers in Leash
4. Don't Come Back Alive
5. Into Thin Air
6. Salvage
7. Breakdown
8. Our Cook's a Treasure
9. The Long Shoot
10. The Case of Mr. Pelham
11. Guilty Witness
12. Santa Claus and the Tenth Avenue Kid
13. The Cheney Vase
14. A Bullet for Baldwin
15. The Big Switch
16. You Got to Have Luck
17. The Older Sister
18. Shopping for Death
19. The Derelicts
20. And So Died Riabouchinska
21. Safe Conduct
22. Place of Shadows
23. Back for Christmas
24. The Perfect Murder
25. There Was an Old Woman
26. Whodunit
27. Help Wanted
28. Portrait of Jocelyn
29. The Orderly World of Mr. Appleby
30. Never Again
31. The Gentleman from America
32. The Baby Sitter
33. The Belfry
34. The Hidden Thing
35. The Legacy
36. Mink
37. Decoy
38. The Creeper
39. Momentum

Temporada 2 (1956 - 1957)
1. Wet Saturday
2. Fog Closing In
3. De Mortuis
4. Kill with Kindness
5. None Are so Blind
6. Toby
7. Alibi Me
8. Conversation over a Corpse
9. Crack of Doom
10. Jonathan
11. The Better Bargain
12. The Rose Garden
13. Mr. Blanchard's Secret
14. John Brown's Body
15. Crackpot
16. Nightmare in 4-D
17. My Brother, Richard
18. The Manacled
19. A Bottle of Wine
20. Malice Domestic
21. Number Twenty-Two
22. The End of Indian Summer
23. One for the Road
24. The Cream of the Jest
25. I Killed the Count (part. 1/3)
26. I Killed the Count (part. 2/3)
27. I Killed the Count (part. 3/3)
28. One More Mile to Go
29. Vicious Circle
30. The Three Dreams of Mr. Findlater
31. The Night the World Ended
32. The Hands of Mr. Ottermole
33. A Man Greatly Beloved
34. Martha Mason, Movie Star
35. The West Warlock Time Capsule
36. Father and Son
37. The Indestructable Mr. Weems
38. A Little Sleep
39. The Dangerous People

Temporada 3 (1957 - 1958)
1. The Glass Eye
2. Mail Order Prophet
3. The Perfect Crime
4. Heart of Gold
5. The Silent Witness
6. Reward to Finder
7. Enough Rope for Two
8. The Last Request
9. The Young One
10. The Diplomatic Corpse
11. The Deadly
12. Miss Paisley’s Cat
13. Night of the Execution
14. The Percentage
15. Together
16. Sylvia
17. The Motive
18. Miss Bracegirdle Does Her Duty
19. The Equalizer
20. On the Nose
21. Guest for Breakfast
22. The Return of the Hero
23. The Right Kind of the House
24. The Foghorn
25. Flight to the East
26. Bull in a China Shop
27. Disappearing Trick
28. Lamb to the Slaughter
29. Fatal Figures
30. Death Sentence
31. The Festive Season
32. Listen, Listen...!
33. Post Mortem
34. The Crocodile Case
35. Dip in the Pool
36. The Safe Place
37. The Canary Sedan
38. The Impromptu Murder
39. Little White Frock

Temporada 4 (1958 - 1959)
1. Poison
2. Don't Interrupt
3. The Jokester
4. The Crooked Road
5. The $2,000,000 Defense
6. Design for Loving
7. Man with a Problem
8. Safety for the Witness
9. Murder Me Twice
10. Tea Time
11. And the Desert Shall Blossom
12. Mrs. Herman and Mrs. Fenimore
13. Six People, No Music
14. The Morning After
15. A Personal Matter
16. Out There - Darkness
17. Total Loss
18. The Last Dark Step
19. The Morning of the Bride
20. The Diamond Necklace
21. Relative Value
22. The Right Price
23. I'll Take Care of You
24. The Avon Emeralds
25. The Kind Waitress
26. Cheap Is Cheap
27. The Waxwork
28. The Impossible Dream
29. Banquo’s Chair
30. A Night with the Boys
31. Your Witness
32. Human Interest Story
33. The Dusty Drawer
34. A True Account (Curtains for Me)
35. Touché
36. Invitation to an Accident

Temporada 5 (1959 - 1960)
1. Arthur
2. The Crystal Trench
3. Appointement at Eleven
4. Coyote Moon
5. No Pain
6. Anniversary Gift
7. Dry Run
8. The Blessington Method
9. Dead Weight
10. Special Delivery
11. Road Hog
12. Specialty of the House
13. An Occurence at Owl Creek Bridge
14. Graduation Class
15. Man from the South
16. The Ikon of Elijah
17. The Cure
18. Backward, Turn Backward
19. Not the Running Type
20. The Day of the Bullet
21. Hitch Hike
22. Across the Threshold
23. Craig's Will
24. Madame Mystery
25. The Little Man Who Was There
26. Mother, May I Go Out to Swim?
27. The Cuckoo Clock
28. Forty Detectives Later
29. The Hero
30. Insomnia
31. I Can Take Care of Myself
32. One Grave Too Many
33. Party Line
34. Cell 227
35. The Schartz-Metterklume Method
36. Letter of Credit
37. Escape to Sonoita
38. Hooked

Temporada 6 (1960 - 1961)
1. Mrs Bixby and the Colonel's Coat
2. The Doubful Doctor
3. Very Moral Theft
4. The Contest for Aaron Gold
5. The Five-Forty-Eight
6. Pen Pal
7. Outlaw in Town
8. O Youth and Beauty!
9. The Money
10. Sybilla
11. The Man with Two Faces
12. The Baby-Blue Expression
13. The Man Who Found the Money
14. The Changing Heart
15. Summer Shade
16. A Crime for Mothers
17. The Last Escape
18. The Greatest Monster of Them All
19. The Landlady
20. The Throwback
21. The Kiss-Off
22. The Horseplayer
23. Incident in a Small Jail
24. A Woman's Help
25. Museum Piece
26. Coming, Mama
27. Deathmate
28. Gratitude
29. The Pearl Necklace
30. You Can't Trust a Man
31. The Gloating Place
32. Self Defense
33. A Secret Life
34. Servant Problem
35. Coming Home
36. Final Arrangements
37. Make My Death Bed
38. Ambition

Temporada 7 (1961 - 1962)
1. The Hatbox
2. Bang! You're Dead!
3. Maria
4. Cop for a Day
5. Keep Me Company
6. Beta Delta Gamma
7. You Can't Be a Little Girl All Your Life
8. The Old Pro
9. I Spy
10. Services Rendered
11. The Right Kind of Medicine
12. A Jury of Her Peers
13. The Silk Petticoat
14. Bad Actor
15. The Door Without Key
16. The Case of M.J.H.
17. The Faith of Aaron Menefee
18. The Woman Who Wanted to Live
19. Strange Miracle
20. The Test
21. Burglar Proof
22. The Big Score
23. Profit-Sharing Plan
24. Apex
25. The Last Remains
26. Ten O'Clock Tiger
27. Act of Faith
28. The Kerry Blue
29. The Matched Pearl
30. What Frightened You, Fred?
31. Most Likely to Succeed
32. Victim Four
33. The Opportunity
34. The Twelve Hour Caper
35. The Children of Alda Nuova
36. First Class Honeymoon
37. The Big Kick
38. Where Beauty Lies
39. The Sorcerer's Apprentice

### Episodis dirigits per Alfred Hitchcock
- Revenge, 1955
- Breakdown, 1955
- The Case of Mr. Pelham, 1955
- Back for Christmas, 1956
- Wet Saturday, 1956
- Mr. Blanchard's Secret, 1956
- One More Mile to Go, 1957
- The Perfect Crime, 1957
- Lamb to the Slaughter, 1958
- Dip in the Pool, 1958
- Poison, 1958
- Banquo's Chair, 1959
- Arthur, 1959
- The Crystal Trench, 1959
- Mrs. Bixby and the Colonel's Coat, 1960
- The Horseplayer, 1961
- Bang! You're Dead!, 1961
- I Saw the Whole Thing, 1962 (corresponent a la sèrie The Alfred Hitchcock Hour)

## Comentaris
La sèrie va donar a llum una revista de notícies literàries anomenada 'Alfred Hitchcock's Magazine, publicada per H.S.D. Publication Inc. Tanmateix, Hitchcock no estava en absolut implicat en la selecció literària de la revista, es va conformar a escriure'n un editorial cada mes. Aquesta revista existeix encara però va ser recomprada pel grup Dell Magazine el 1997. Després, el títol de la revista es va modificar en Alfred Hitchcock's Mystery Magazine. És avui una de les més antigues revistes del gènere.